# Tlacoaxtla
Tlacoaxtla är en ort i Mexiko.   Den ligger i kommunen Chilapa de Álvarez och delstaten Guerrero, i den södra delen av landet, 210 km söder om huvudstaden Mexico City. Tlacoaxtla ligger 1 583 meter över havet och antalet invånare är 1 369.
Terrängen runt Tlacoaxtla är kuperad. Runt Tlacoaxtla är det ganska glesbefolkat, med 42 invånare per kvadratkilometer. Närmaste större samhälle är Chilapa de Alvarez, 5,1 km nordost om Tlacoaxtla. Omgivningarna runt Tlacoaxtla är en mosaik av jordbruksmark och naturlig växtlighet.